# Wat Khung Taphao

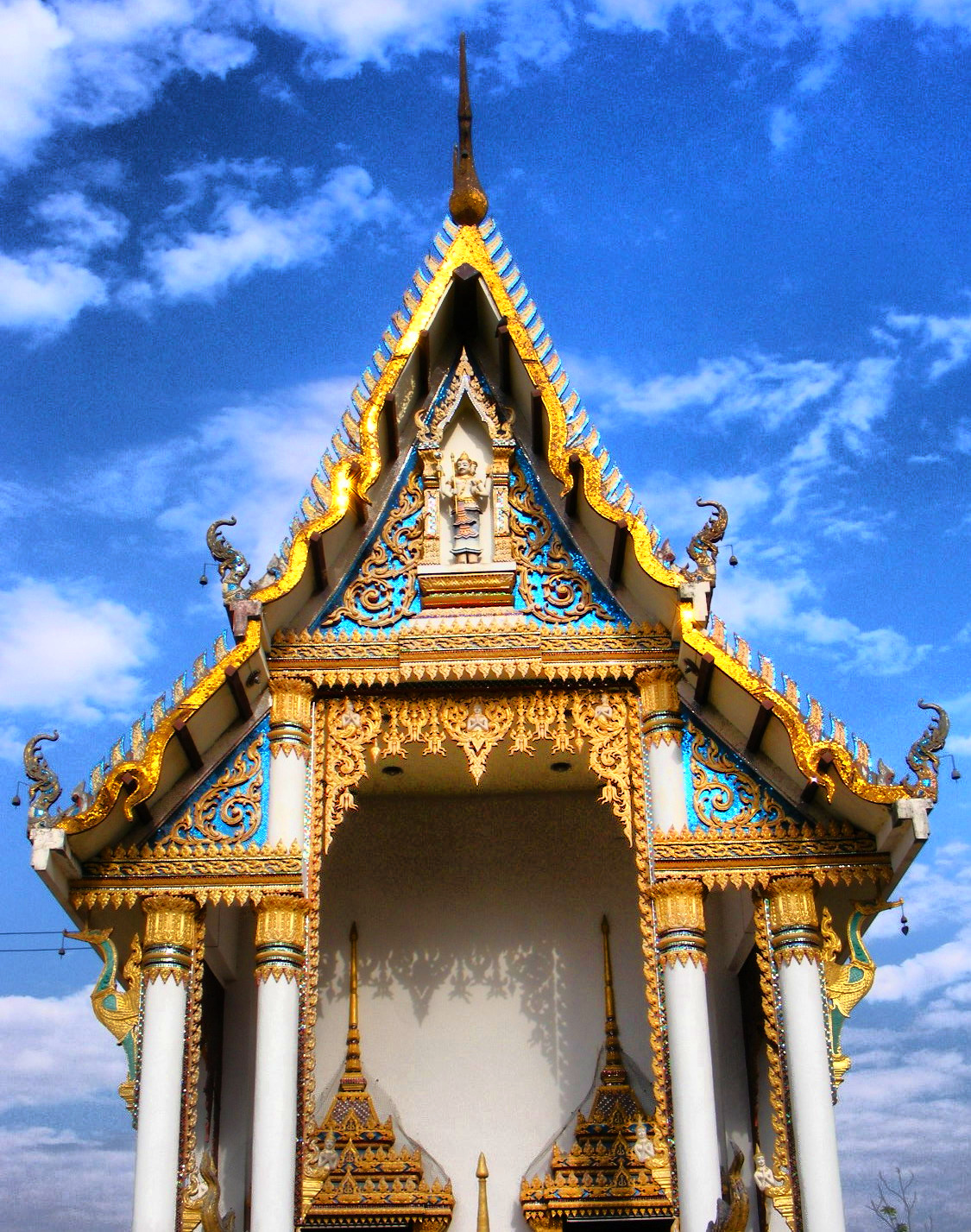
Ubosot des Wat Khung Taphao

Der Wat Khung Taphao (Thai วัดคุ้งตะเภา) ist eine buddhistische Tempelanlage (Wat) in Uttaradit, Provinz Uttaradit, in Nord-Thailand.
Wat Khung Taphao liegt in der Gemeinde (Tambon) Khung Taphao, ursprünglich am Ufer des Maenam Nan (Nan-Fluss).

## Baugeschichte
Der heutige Wat Khung Taphao wurde während der kurzen Thonburi-Ära gegründet, obwohl bereits vorher ein Tempel unbekannter Herkunft namens Wat Khung Samphao (วัดคุ้งสำเภา) vorhanden war, der wahrscheinlich aus der Zeit des Königreiches Ayutthaya stammte.  Nach einer Flut wurde der Ubosot 1929 neu errichtet.
Später verändert sich der Lauf des Nan etwas, so dass der Tempel heute etwa 700 Meter vom Flussufer entfernt liegt.